# Raffaello Gambogi
Pour les articles homonymes, voir Gambogi.
Raffaello Gambogi (né le 27 juillet 1874 à Livourne et mort le 8 février 1943 à Quercianella, quartier de Livourne) est un peintre italien post-macchiaioli, auteur principalement de paysages urbains et de scènes de genre.

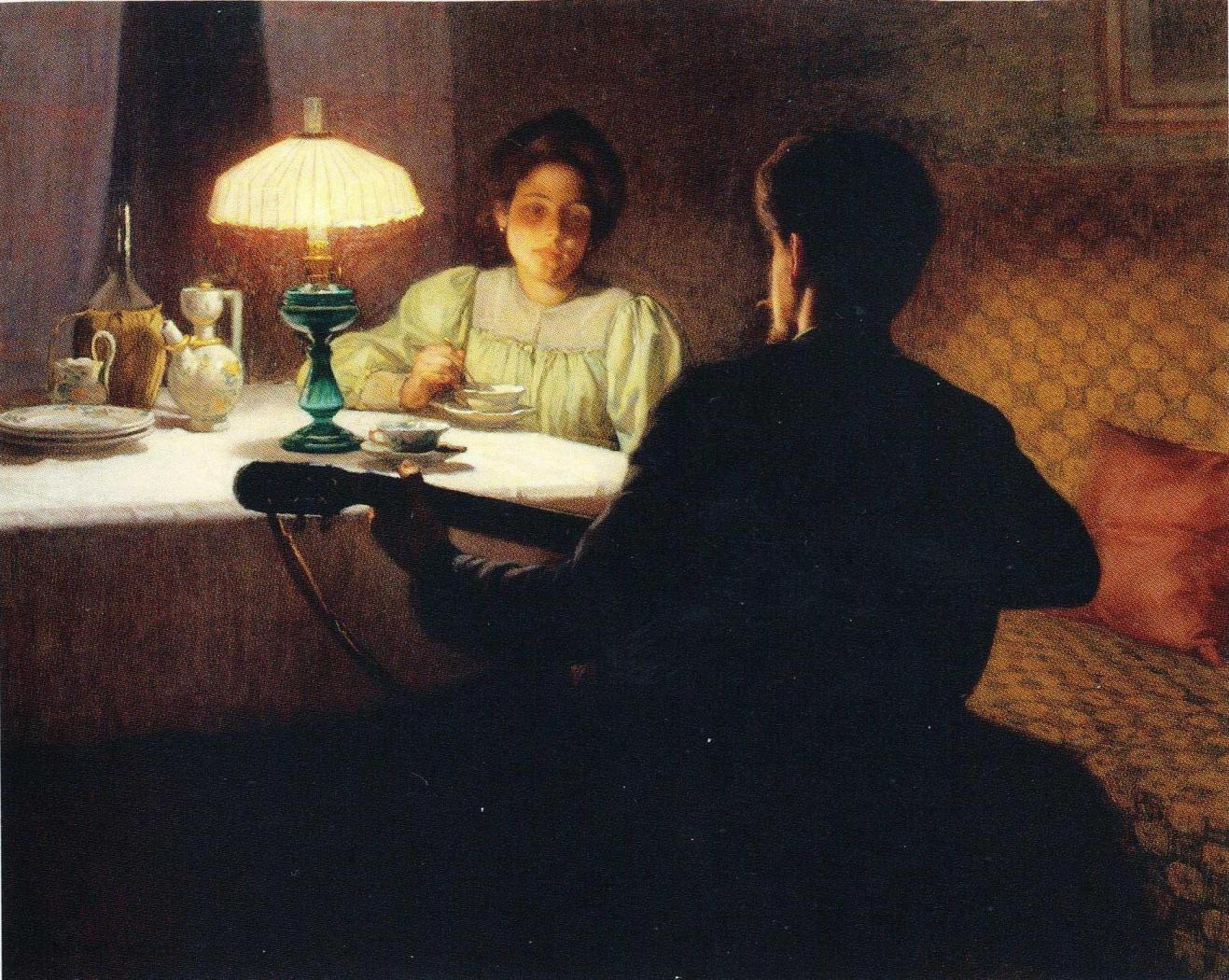
Fascination du soir, où il joue de la guitare à son invitée, peint par Elin Danielson-Gambogi en 1900.

## Biographie
En 1891, Gambogi obtient une bourse pour étudier à l'Académie des beaux-arts de Florence, auprès de Giovanni Fattori.
Parmi ses œuvres, L'uscita della messa reçoit le prix de Florence en 1896 ; All'ombra est exposé à l'exposition des beaux-arts adjacente à la Festa dell'Arte e dei Fiori à Florence. En 1898, Gambogi envoie Cantire à l'Exposition nationale des beaux-arts de Turin. La veduta sul porto di Livorno rappelle au spectateur que Livourne était une ville portuaire moderne animée de débardeurs. De même, le tableau Les Émigrants représente une famille sur un quai animé (Museo Giovanni Fattori, Livourne).

## Famille
Son épouse, Elin Danielson-Gambogi (3 septembre 1861 - 31 décembre 1919), est une célèbre peintre finlandaise.

## Œuvres

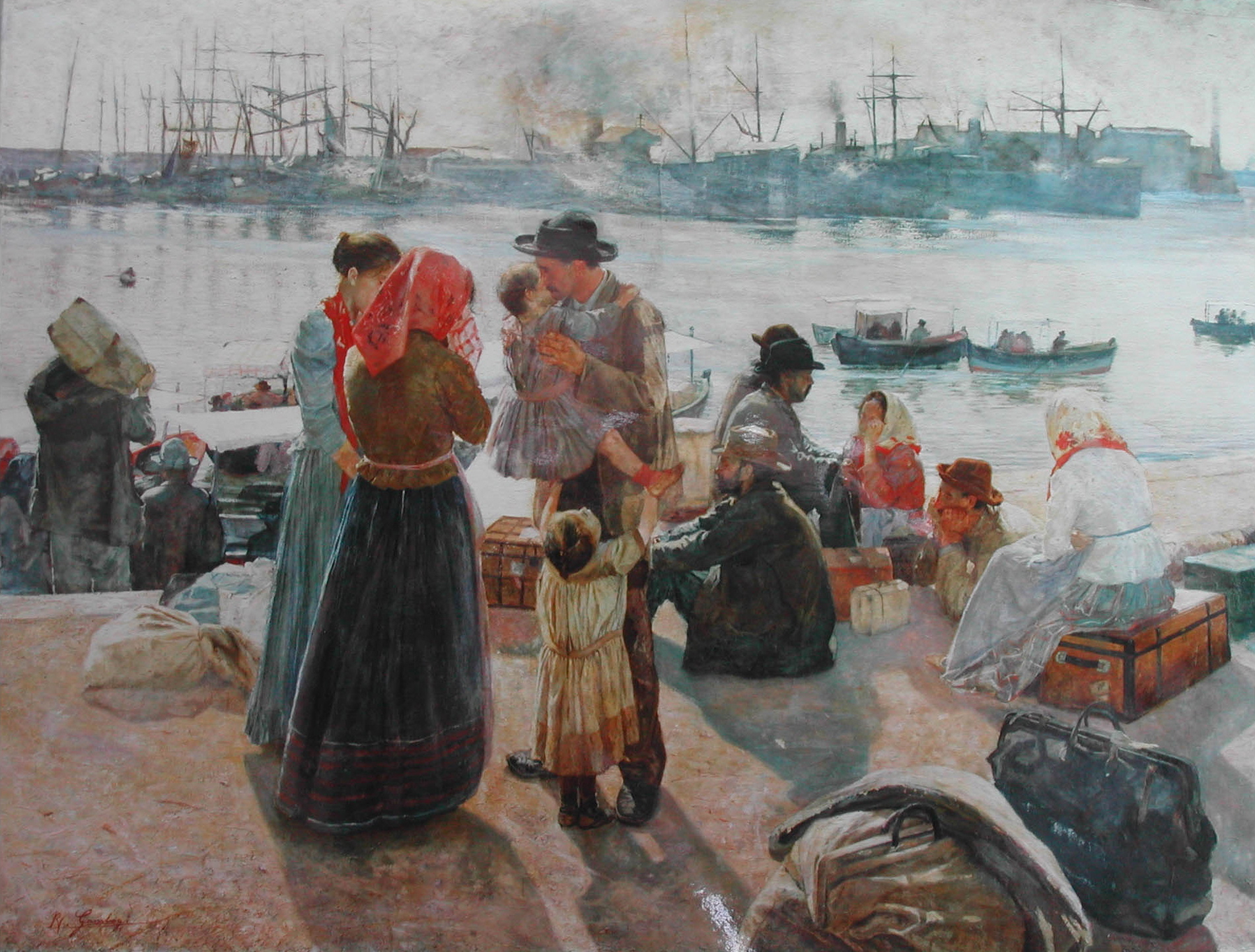
Les Migrants, 1894.
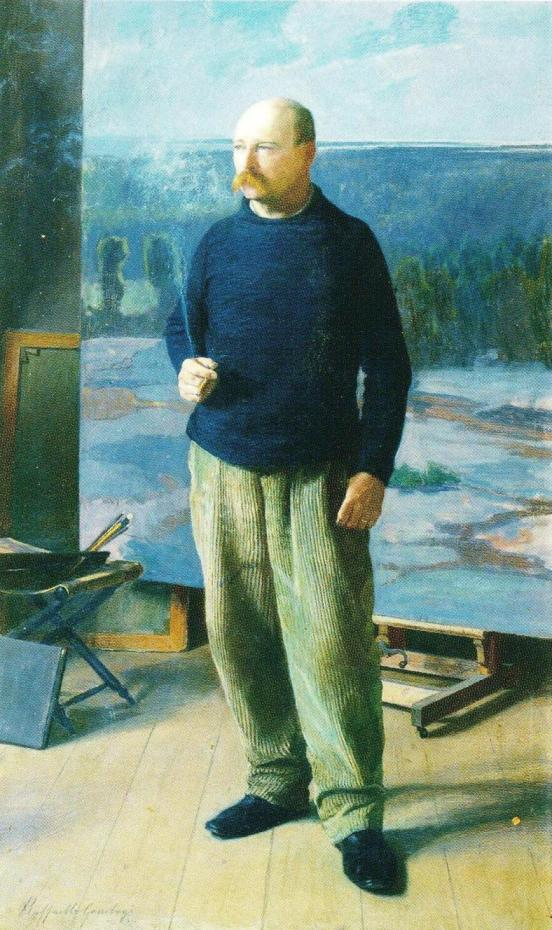
Portrait de Victor Westerholm, 1901.
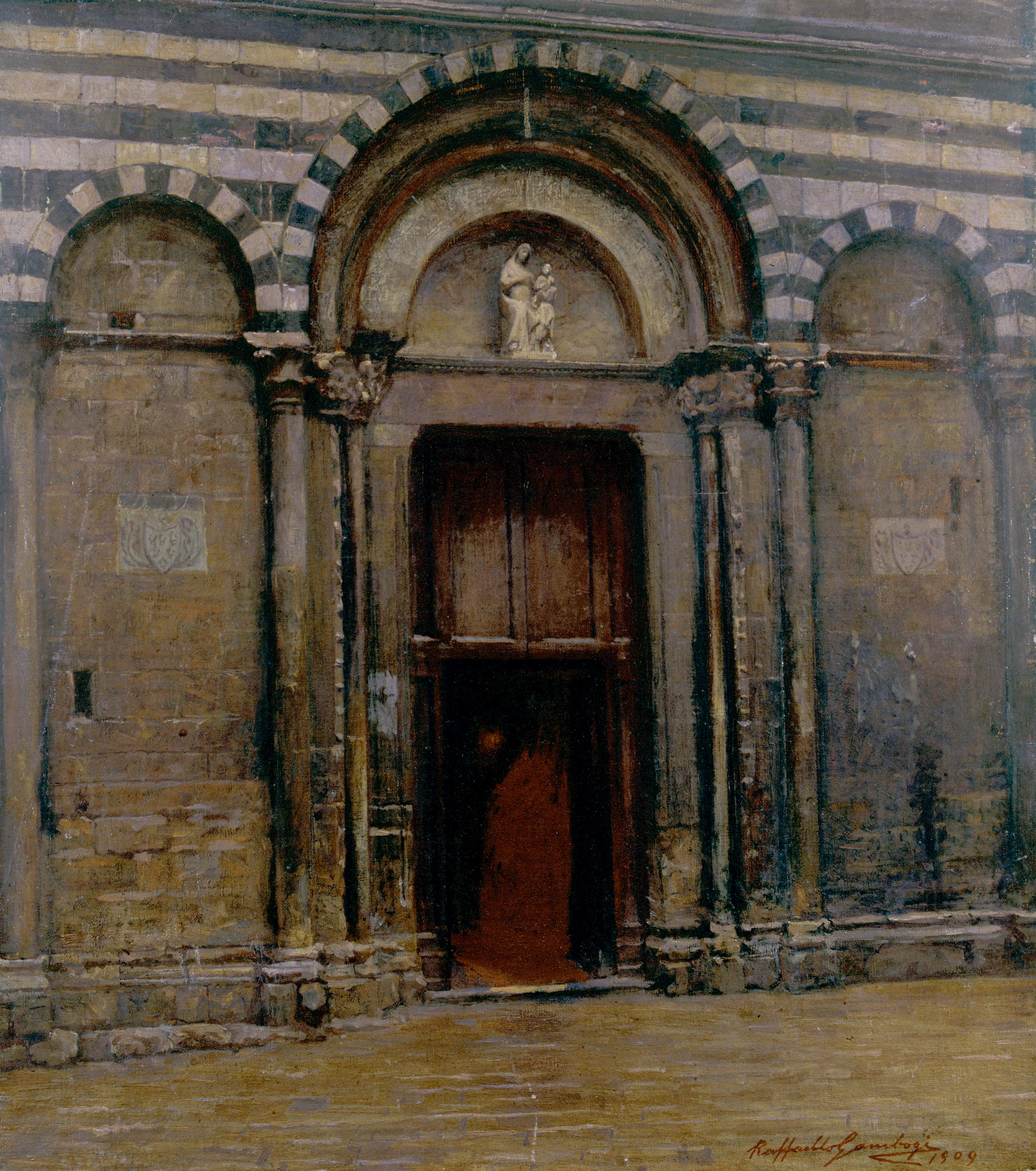
San Michele Arcangelo, Volterra (en), 1905-1909.
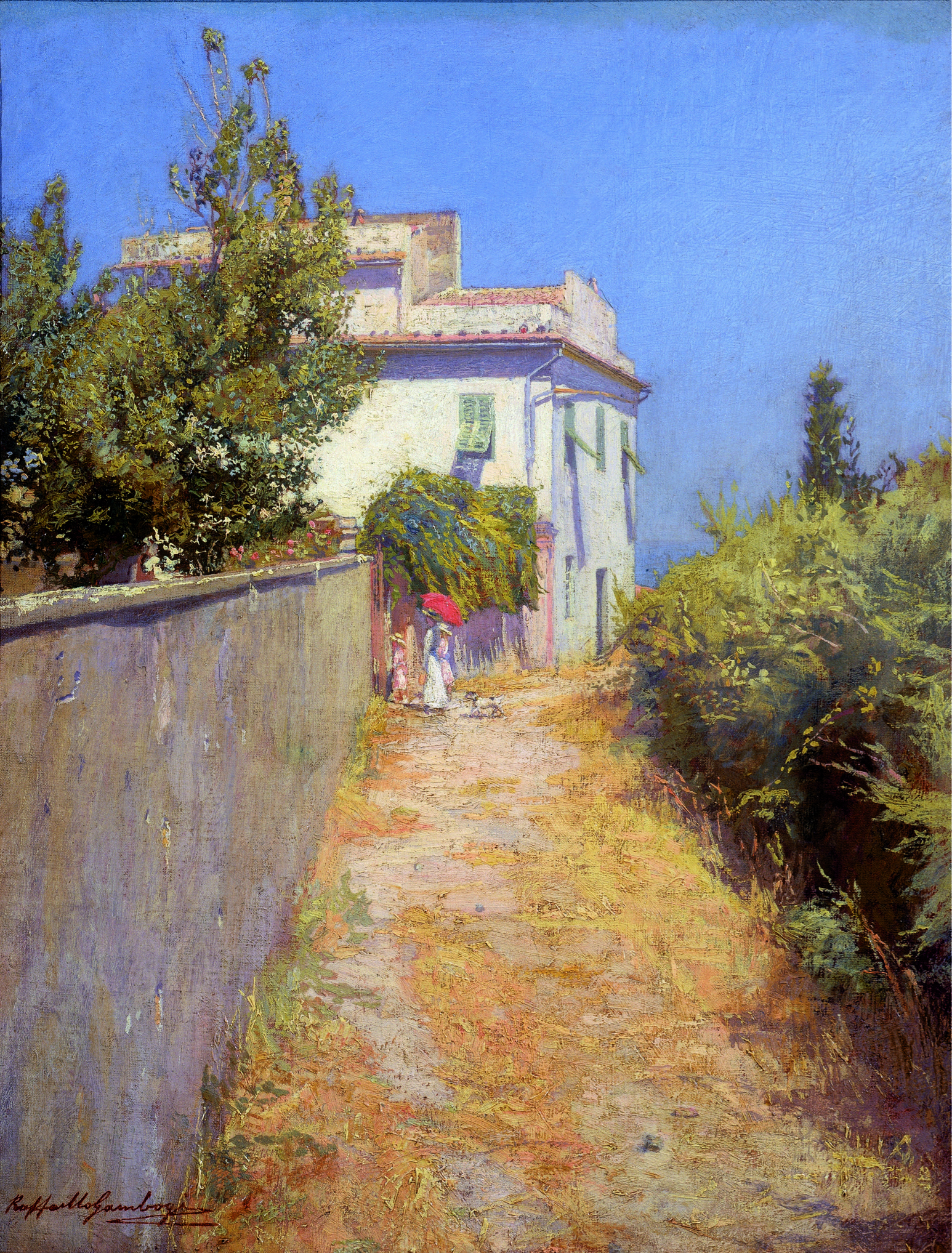
La Maison Benvenuti, 1915.
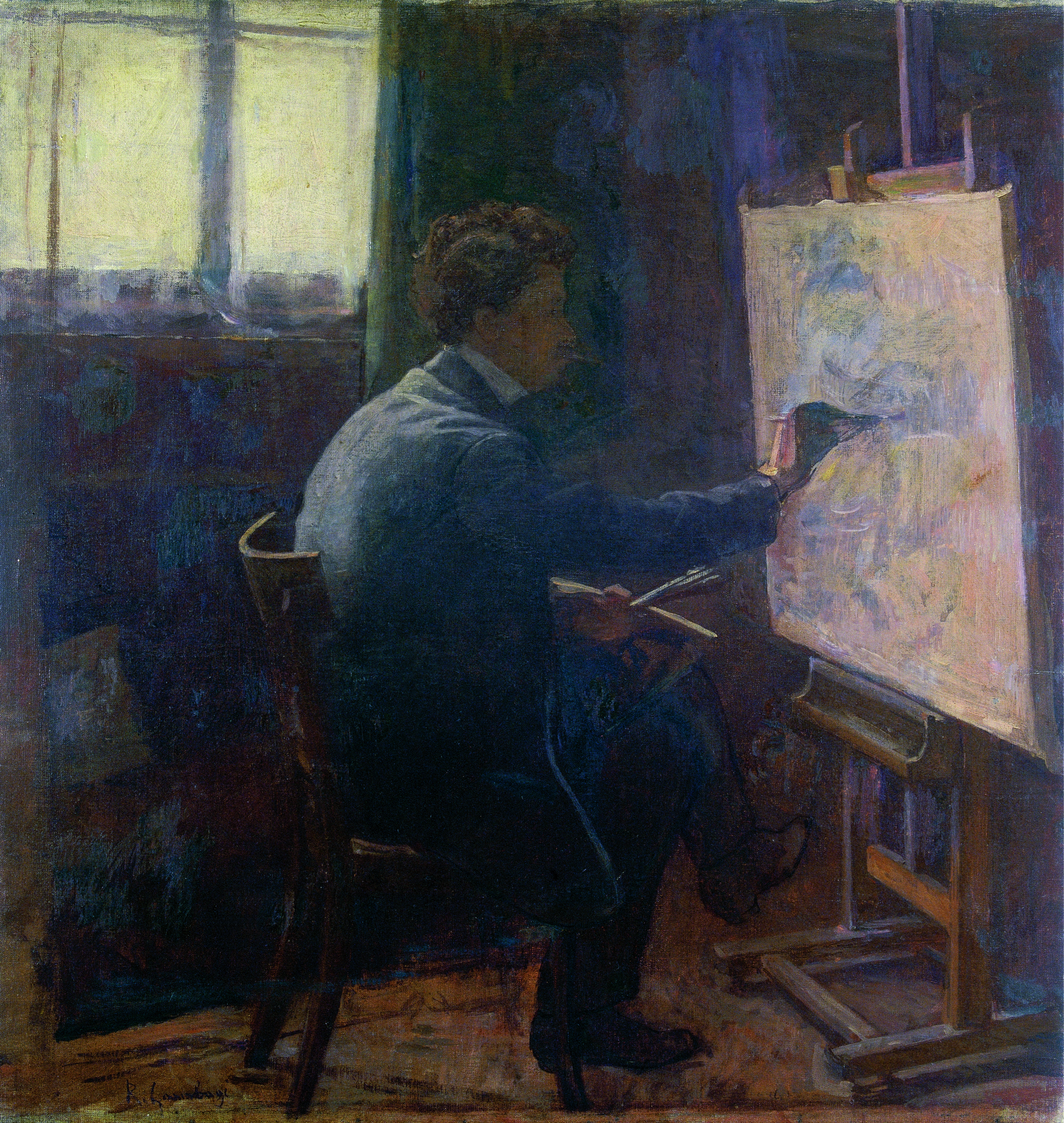
Autoportrait au chevalet, 1899.